# ヤバいよ!リアルガチVEGAS!!
『ヤバいよ!リアルガチVEGAS!!』（ヤバいよ!リアルガチベガス!!）とは、日本テレビ系列で放送されていたスポーツ番組・バラエティ番組・特別番組である。

## 出演者

### MC
- 出川哲朗

## スタッフ
レギュラー版
- 企画・演出:英賀裕史
- 構成:アリエシュンスケ、深田憲作、澤井直人、細川拓朗
- TM:木村博靖
- SW:米田博之
- カメラ:伊藤孝治
- 照明:鈴木雄蒔
- 音声:山口直樹
- VE:向山江梨香
- 技術協力:NiTRO、ヌーベルバーグ、ヌーベルアージュ
- 美術協力:日テレアート
- 美術プロデューサー:牧野沙和
- デザイン:熊崎真知子
- 装置:勝間田志雲
- 特効:内山栄一
- 編集:武者宏
- MA:松岡古生蕗
- 音効:樋口謙
- TK:矢島由紀子
- CGタイトル:キャニットG
- デスク:西條春奈
- AD:高田駿、宮田椋太、木原啓祐
- AP:夛田雅人
- ディレクター:長谷川たかし、林真央、湯尾俊太、池田修大
- チーフディレクター:藤本直樹
- プロデューサー:脇山浩一、中村武志、柳喜祥
- チーフプロデューサー:今井田彩
- 制作協力:これから
- 製作著作:日テレ